# Господин из Сан-Франциско
«Господи́н из Сан-Франци́ско» (эпиграф: «„Горе тебе, Вавилон, город крепкий!“ — Апокалипсис» (позже был снят)) — рассказ Ивана Алексеевича Бунина, написанный в 1915 году и впервые опубликованный в том же году в сборнике «Слово».
Рассказ представляет собой притчу, повествующую о ничтожности богатства и власти перед лицом смерти. Главной идеей рассказа выступает осмысление сущности бытия человека: жизнь человека хрупка и тленна, поэтому она становится отвратительной, если в ней отсутствует подлинность и красота.
Автор писал: «Главное, что я здесь развил, — это… „симфонизм“ <…> не столько логическое, сколько музыкальное построение прозы… с переменами ритма <…> переходами из одного ключа в другой».

## История создания
По словам Бунина, написанию рассказа способствовала случайно увиденная летом 1915 года в Москве в витрине книжного магазина обложка повести Томаса Манна «Смерть в Венеции»: в начале сентября 1915 года, находясь в гостях у двоюродной сестры в Орловской губернии, «я почему-то вспомнил эту книгу и внезапную смерть какого-то американца, приехавшего на Капри, в гостиницу „Квисисана“, где мы жили в тот год, и тотчас решил написать „Смерть на Капри“, что и сделал в четыре дня — не спеша, спокойно, в лад осеннему спокойствию сереньких и уже довольно коротких и свежих дней и тишине в усадьбе… Заглавие „Смерть на Капри“ я, конечно, зачеркнул тотчас же, как только написал первую строку: „Господин из Сан-Франциско…“ И Сан-Франциско, и всё прочее (кроме того, что какой-то американец действительно умер после обеда в „Квисисане“) я выдумал… „Смерть в Венеции“ я прочёл в Москве лишь в конце осени. Это очень неприятная книга».

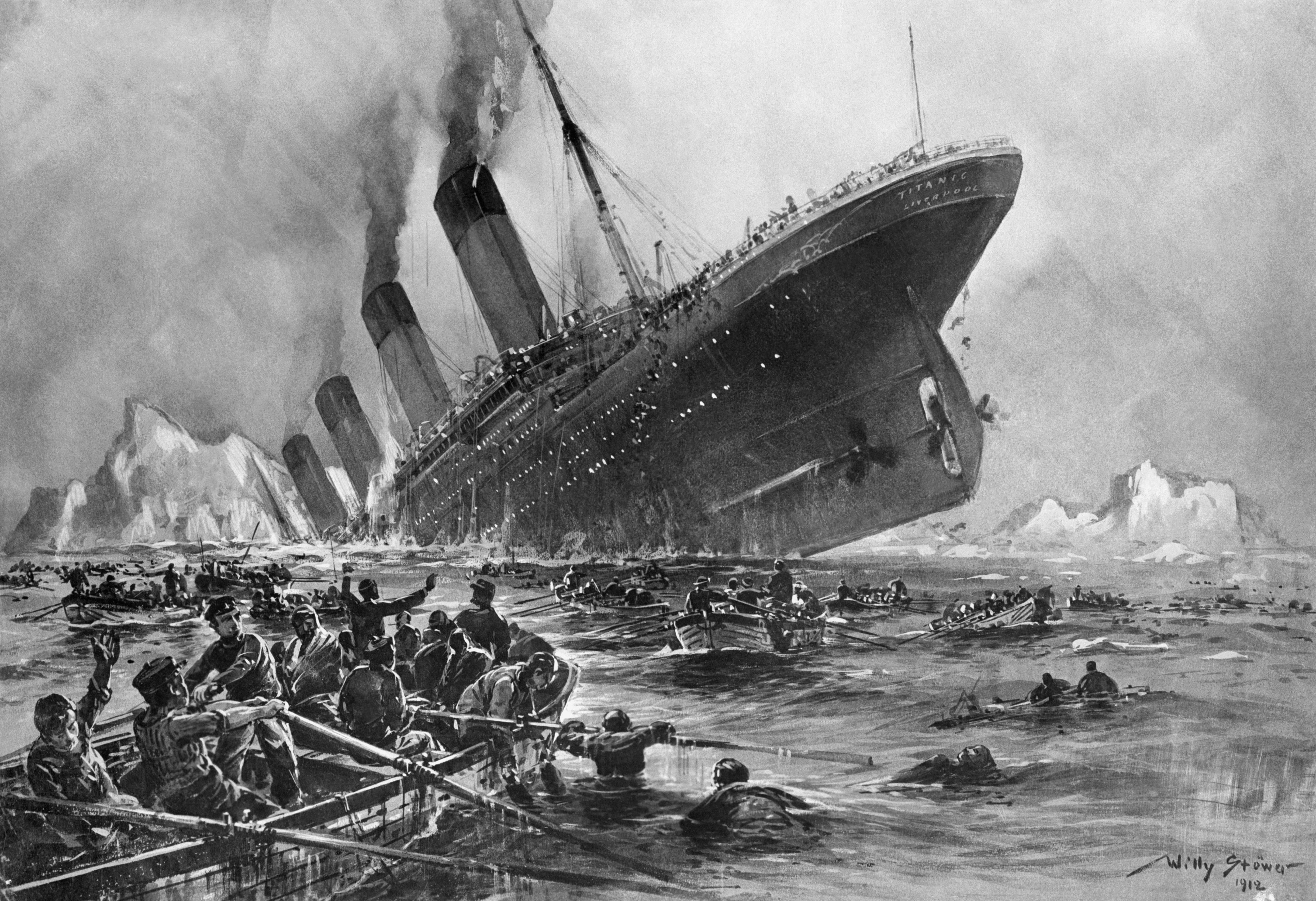
«Гибель „Титаника“». Гравюра Вилли Штёвера. 1912 год

А. В. Злочевская считает, что именно крушение «Титаника» явилось главным импульсом к написанию «Господина из Сан-Франциско», она пишет: «Слишком уж явны здесь типологические переклички между художественным текстом и его прообразом». Название парохода, «Атлантида», сфокусировало два «напоминания»: о месте гибели — в Атлантическом океане — мифического острова-государства, о котором упоминает Платон, и реального «Титаника».

## Сюжет

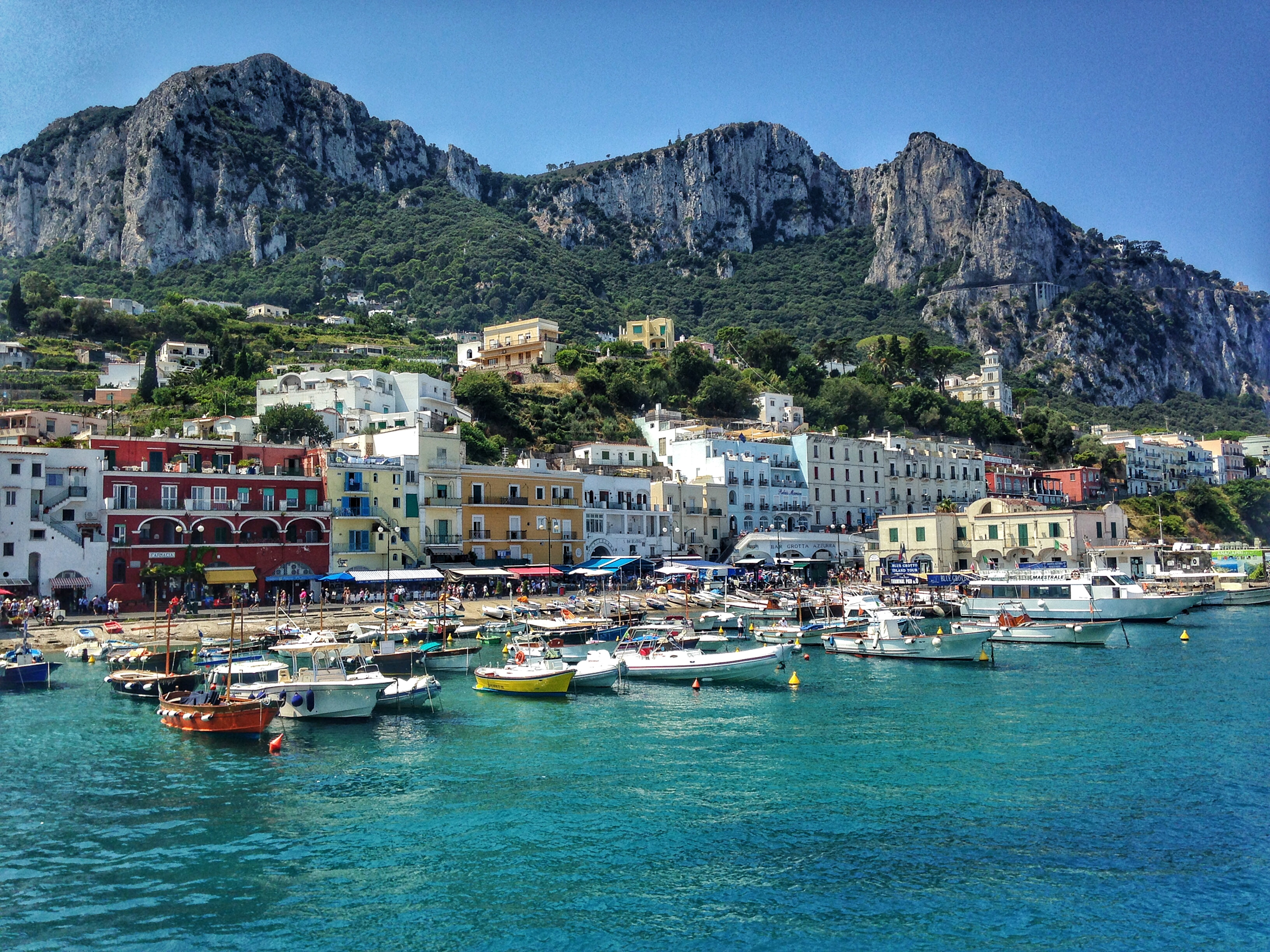
Капри

История повествует о господине («имени его ни в Неаполе, ни на Капри никто не запомнил»), отправившимся в Старый Свет на целых два года с семьёй «единственно ради развлечения».
С точки зрения композиции повествование можно разделить на две неравные части: путешествие господина из Сан-Франциско на корабле «Атлантида» к берегам Италии и обратное путешествие корабля «Атлантида» к берегам США с телом господина в гробу в трюме парохода. Описание путешествия господина на Капри ведётся сухим, отстранённым языком; сам господин не имеет имени, он безлик в своём стремлении купить на имеющиеся богатства прелести реальной жизни. Одним из ярких символов в этой части рассказа выступает танцующая пара наёмных актёров, изображающих в танце подлинную страсть. В отеле на Капри господин неожиданно умирает, теряя не только жизнь, но и все привилегии богатого человека, становясь обузой для всех окружающих, начиная от хозяина отеля, который противится тому, чтобы гроб оставался в его апартаментах, и заканчивая собственной семьёй, которая не знает, что делать с телом господина. Описание мира природы, мира бедных людей на острове Капри ведётся живым, полным символических образов языком и поэтому выделяется на фоне общей стилистики произведения. В конце рассказа тело господина возвращается домой, в могилу, на берега Нового Света, на том же корабле, который с большим почётом вёз его в Старый Свет, но теперь его тело лежит в просмолённом гробу на дне трюма, а не на палубе, в светлых, сияющих люстрами залах, где идёт людный бал.

## Критики о рассказе
После выхода рассказа русские критики в целом дали ему высокую оценку. Так, критик Абрам Дерман, ранее весьма неприязненно писавший о творчестве И. А. Бунина, опубликовал в журнале «Русская мысль» (1916, № 5) восторженный отзыв с красноречивым названием «Победа художника», в котором сопоставлял рассказ с произведениями Л. Н. Толстого: «Более десяти лет отделяет нас от конца творчества Чехова, и за этот срок, если исключить то, что было обнародовано после смерти Л. Н. Толстого, не появлялось на русском языке художественного произведения, равного по силе и значению рассказу „Господин из Сан-Франциско“… Рассказ „Господин из Сан-Франциско“ заставляет невольно искать аналогий у Л. Н. Толстого … Сходство же рассказов Бунина с некоторыми произведениями Толстого и несомненно, и характерно для рассказа (ни о каком подражании здесь, конечно, не может быть речи: „подражают“ либо бездарности, либо уже совсем юные таланты). Оно обнаруживается и в замысле „Господина из Сан-Франциско“, и в исполнении, в силе и нравственном смысле его». О влиянии Толстого писал и рецензент газеты «Одесские новости» А. Бархин, обративший особое внимание на символическую природу рассказа: «Символический характер произведения слишком очевиден; моральные тенденции подчёркнуты автором преднамеренно-резко, и по манере письма рассказ Бунина напоминает произведения Толстого последнего, проповеднического, периода. Художник не описывает суетную жизнь праздных, обеспеченных людей, но судит её и осуждает… Падение „человека-Вавилона“, „падение великое“, как говорит Библия, изображено у Бунина с потрясающей яркостью — язык его энергичный и сосредоточенный доходит временами до пафоса Ветхого Завета, отбросившего с презрением все условности и недомолвки робкой человеческой речи».
Более сдержанным был отклик А. Г. Горнфельда, появившийся в журнале «Русское богатство» (1917, № 8—10): «Рассказ хорош, но он страдает недостатками своих достоинств, как говорят французы. Противоположение между поверхностным блеском современной нашей культуры и её ничтожеством перед лицом смерти выражено в рассказе с захватывающей силой, но оно исчерпывает его до дна…».
Вскоре после эмиграции И. А. Бунина рассказ был переведён на основные европейские языки и во многом помог ему завоевать известность у зарубежных читателей. И немецкие, и французские, и англо-американские критики в большинстве своём отзывались о рассказе очень высоко и относили его к лучшим вещам Бунина. Английский критик Джон Мидлтон Марри, откликнувшийся на французское издание "Господина из Сан-Франциско", несмотря на ряд замечаний, счёл его «бесспорно одним из самых потрясающих рассказов нашего времени»; рецензент из старейшего британского журнала «Спектейтор» расценил его как «почти безупречный образец русского символического рассказа»; по мнению Томаса Манна, рассказ «по своей нравственной мощи и экономной пластичности стоит наравне с некоторыми сильными вещами Толстого, „Поликушкой“ и „Смертью Ивана Ильича“».
О. Богданова отмечает: «Внимательное прочтение рассказа „Господин из Сан-Франциско“ свидетельствует о том, что Бунин пишет не о погибели мира западного, буржуазного, капиталистического, а о погибели мира человеческого — надсоциального, наднационального, надматерикового. На примере жизни и смерти некоего господина из США он задумывается о человеческой судьбе вообще, об одиночестве, о незащищенности и забытости в мире любого человека».